# 1642 a tudományban
Az 1642. év a tudományban és technikában.

## Számítástechnika
- Blaise Pascal mechanikus számológépet készít, amellyel nyolcjegyű számok összeadását és kivonását lehet elvégezni.

## Halálozások
- január 8. - Galileo Galilei itáliai természettudós